# Шраддха (вера)
Шраддха (санскрит. Çraddhâ = «доверие», «верность», «вера») — древнее индийское олицетворение веры, прославлению которого посвящён целый небольшой гимн «Ригведы» (кн. X, 151). Посредством Шраддхи возжигается огонь и предлагается гхи (топлёное масло), а также достигается богатство.
В текстах-брахманах Шраддха является дочерью Солнца или Праджапати.
В позднейших произведениях индийской литературы, в эпосе (Итихасы), мифах и былинах (пуранах) разрабатываются дальнейшие родственные связи Шраддхи. Например, в «Вишну-пуране» (глава VII) это первая дочь Прасути и Дакши, жена Дхармы («долг»).